# Pont Nissibi
Le pont Nissibi en Turquie franchit le barrage Atatürk pour relier les provinces d'Adıyaman et de Şanlıurfa. La construction entreprise par Gülsan İnşaat a débuté le 26 janvier 2012 et a coûté  près de 80 millions de lires turques. Le pont a été inauguré le 21 mai 2015 par le président Recep Tayyip Erdoğan.